# This Iz the Japanese Kabuki Rock
This Iz the Japanese Kabuki Rock — шестой студийный альбом японского J-Rock-исполнителя Мияви, изданный в 2008 году.

## Об альбоме
This Iz the Japanese Kabuki Rock, записанный Мияви при участии группы Kavki Boiz и других приглашённых музыкантов (инструменталистов, диджеев и MC), стал четвёртым крупным альбомом исполнителя, изданным мейджор-лейблом UMG. Запись позиционируется как финальный аккорд в формировании музыкальной эстетики «Neo Visualizm» и представляет слушателю «Kabuki Rock» — смесь мотивов традиционной японской музыки со стилистикой рока, блюза, хип-хопа, фанка, электроники. Альбом включает широкий спектр инструментов, как привичных для дисков Мияви баса и перкуссии, акустической и электрогитары, так и ранее не использовавшихся сямисэна, джембе, тайко, саксофона. Пластинка This Iz the Japanese Kabuki Rock достигла 44-й строчки в чарте Oricon и 17-й позиции в хит-параде CDjournal.

## Список композиций
| №   | Название                                               | Японское название            | Длительность |
| --- | ------------------------------------------------------ | ---------------------------- | ------------ |
| 1.  | «Jpn Pride»                                            |                              | 5:13         |
| 2.  | «21st Century Tokyo Blues»                             | 21st Century 東京 Blues      | 4:16         |
| 3.  | «Kabuki Danshi -Kavki Boiz-»                           | 歌舞伎男子                   | 4:11         |
| 4.  | «Boom-Hah-Boom-Hah-Hah»                                |                              | 4:19         |
| 5.  | «Memories of Bushido» (Instrumental)                   |                              | 1:06         |
| 6.  | «Nowheregod»                                           |                              | 7:06         |
| 7.  | «Hi no Hikari Sae Todokanai Kono Basho de»             | 陽の光さえ届かないこの場所で | 5:30         |
| 8.  | «Sakihokoru Hana no You Ni -Neo Visualizm-»            | 咲き誇る華の様に             | 4:35         |
| 9.  | «Subarashikikana, Kono Sekai -What A Wonderful World-» | 素晴らしきかな、この世界     | 4:10         |
| 10. | «Tsurezure Naru Hibi Naredo»                           | 徒然なる日々なれど           | 4:32         |
| 11. | «Thanx Givin’ Day»                                     |                              | 2:57         |

## Участники записи
- Мияви — вокал, акустическая гитара, электрогитара, электрический ситар, добро, сямисэн, колокол, бубен
- Tyko — рэп (треки 1, 2, 3, 4, 6, 7, 8, 9), битбоксинг (трек 4), горловое пение (трек 5)
- Хигэ-чан — бас-гитара (трек 1)
- Рё Ямагата — ударные (треки 1, 3, 4, 6)
- DJ 1, 2 — вертушки (треки 1, 2, 6, 7, 9, 10)
- Saro — чечётка (треки 1, 8, 9), джембе (трек 6)
- Юко Накакита — перкуссия (треки 1, 5, 6, 10)
- Исао Мураками — тайко (трек 1)
- Масахиде Сакума — бас-гитара (треки 2, 6, 7, 8, 9, 10), клавишные (треки 8, 10)
- Soul Toul — ударные (треки 2, 7, 8, 9, 10)
- Мицуру Насуно — бас-гитара (треки 3, 4)
- DJ Hanger — вертушки (треки 3, 8)
- Ёсинари Такегами — саксофон (трек 3)
- Сугидзо — электрогитара (трек 7)